# Pedro Piquero

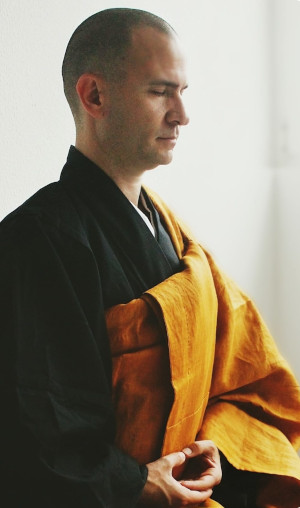
Pedro Piquero

Pedro Piquero (Sevilla, 28 januari 1976), ook bekend als Pedro Kaiten Piquero, is een Spaanse pianist, vertaler en zenboeddhistische meester.
Pedro Piquero voltooide zijn muzikale opleiding respectievelijk bij Esteban Sánchez in Spanje en in de Verenigde Staten bij Caio Pagano en studeerde cum laude af aan de Arizona State University. Hij trad op in de Verenigde Staten, Zuid-Amerika, Mexico, Zwitserland, België, Spanje, Portugal en Zweden. In 2002 verbleef hij aan het Centrum voor de Studie van de Belgische Kunsten onder leiding van de pianist Maria João Pires in Portugal. Hij ontving verschillende prijzen en nam op voor de labels Verso, Columna Música, Nîbius en Brilliant Classics, als solist, met de broers Lluis en Gerard Claret, met het Orquesta de Extremadura en met de acteur Alberto Amarilla.
In zijn werk als vertaler heeft Pedro Piquero, samen met Gudō Wafu Nishijima, in vier delen de Shōbōgenzō van Eihei Dogen (Sirio, 2013-2016) bewerkt, de fundamentele filosofische tekst van het Japanse Soto Zenboeddhisme en de Mūlamadhyamakakārikā  van Nāgārjuna (Sirio, 2019), en vertaalt en becommentarieert hij Dogen's Gakudo Yojin Shu (Athenaica, 2023).
Parallel aan zijn artistieke werk ontving Pedro Piquero in 2017 in Japan, van de Eerwaarde Peter Rodo Rocca, de overdracht van de Dharma van het Soto Zen Boeddhisme in de lijn van de Zen meester Gudō Wafu Nishijima, wiens laatste discipel hij was. Hij is momenteel voorzitter van Dogen Sangha in Spanje, directeur van de Zendo Gudo en actief lid van de internationale organisatie Dharma Voices for Animals.